# Astelia
Astelia là một chi thực vật có hoa trong họ Asteliaceae.

## Hình ảnh

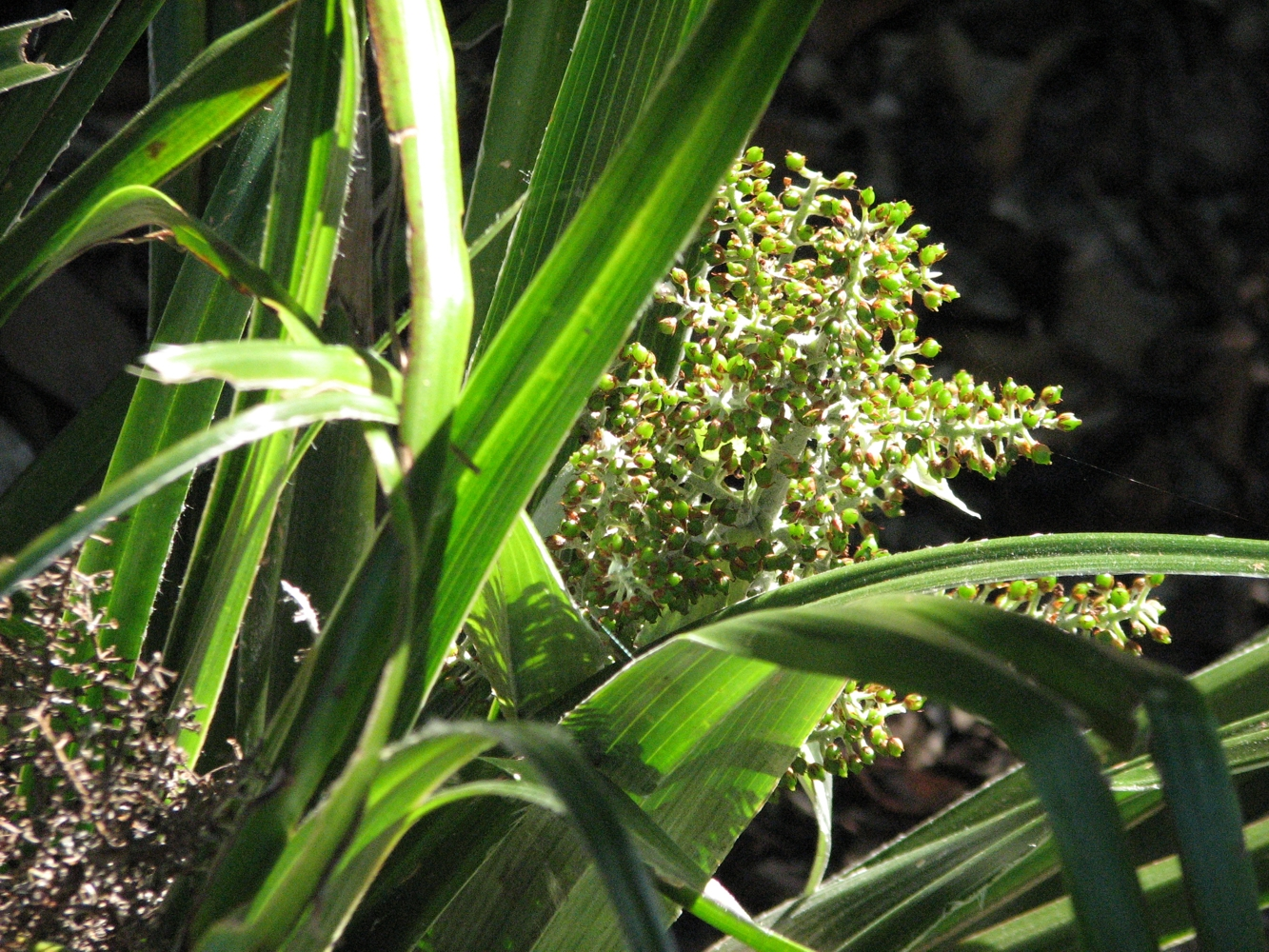
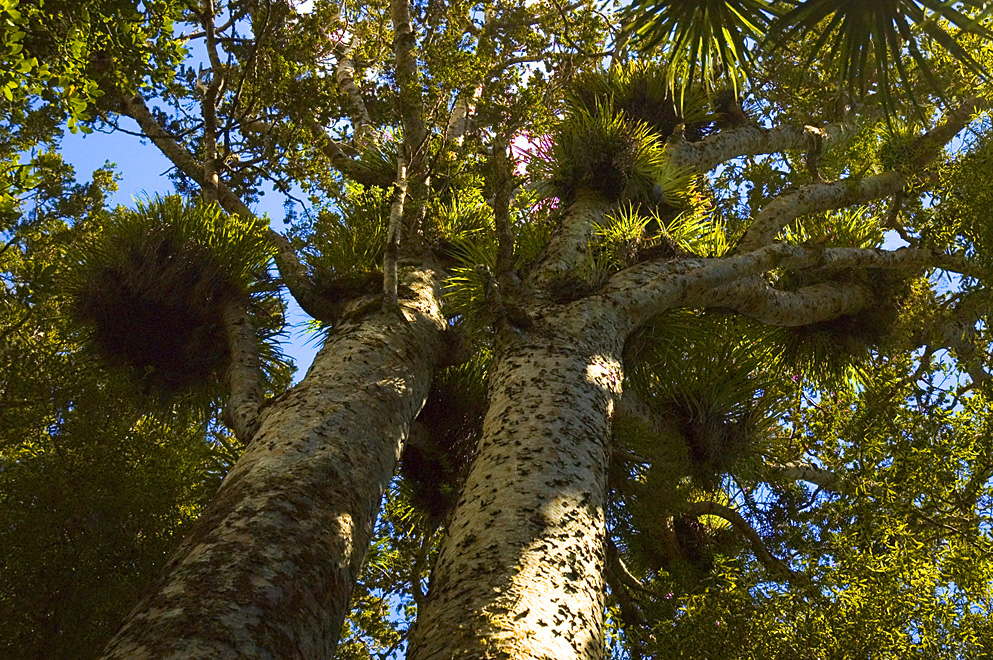
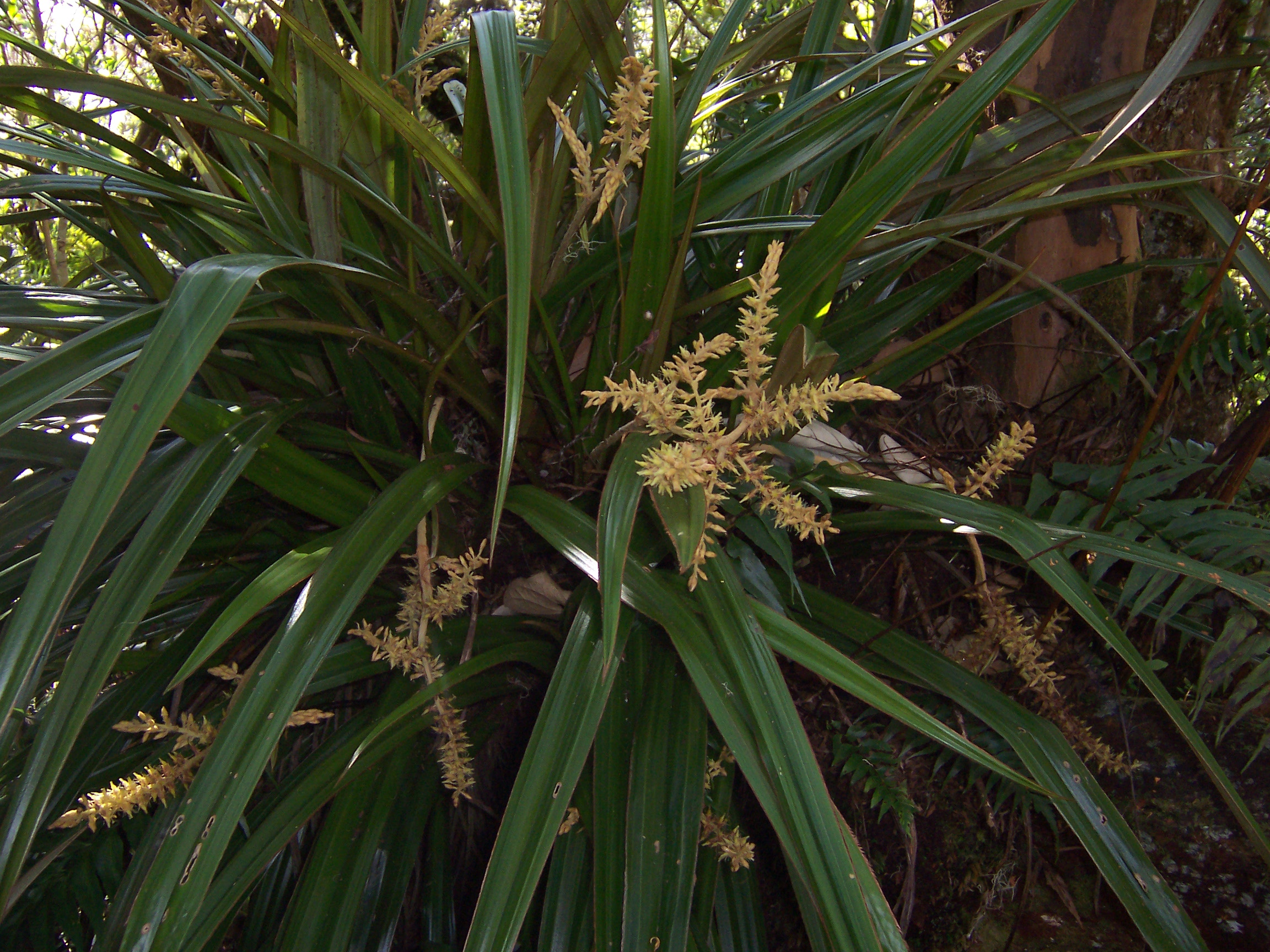
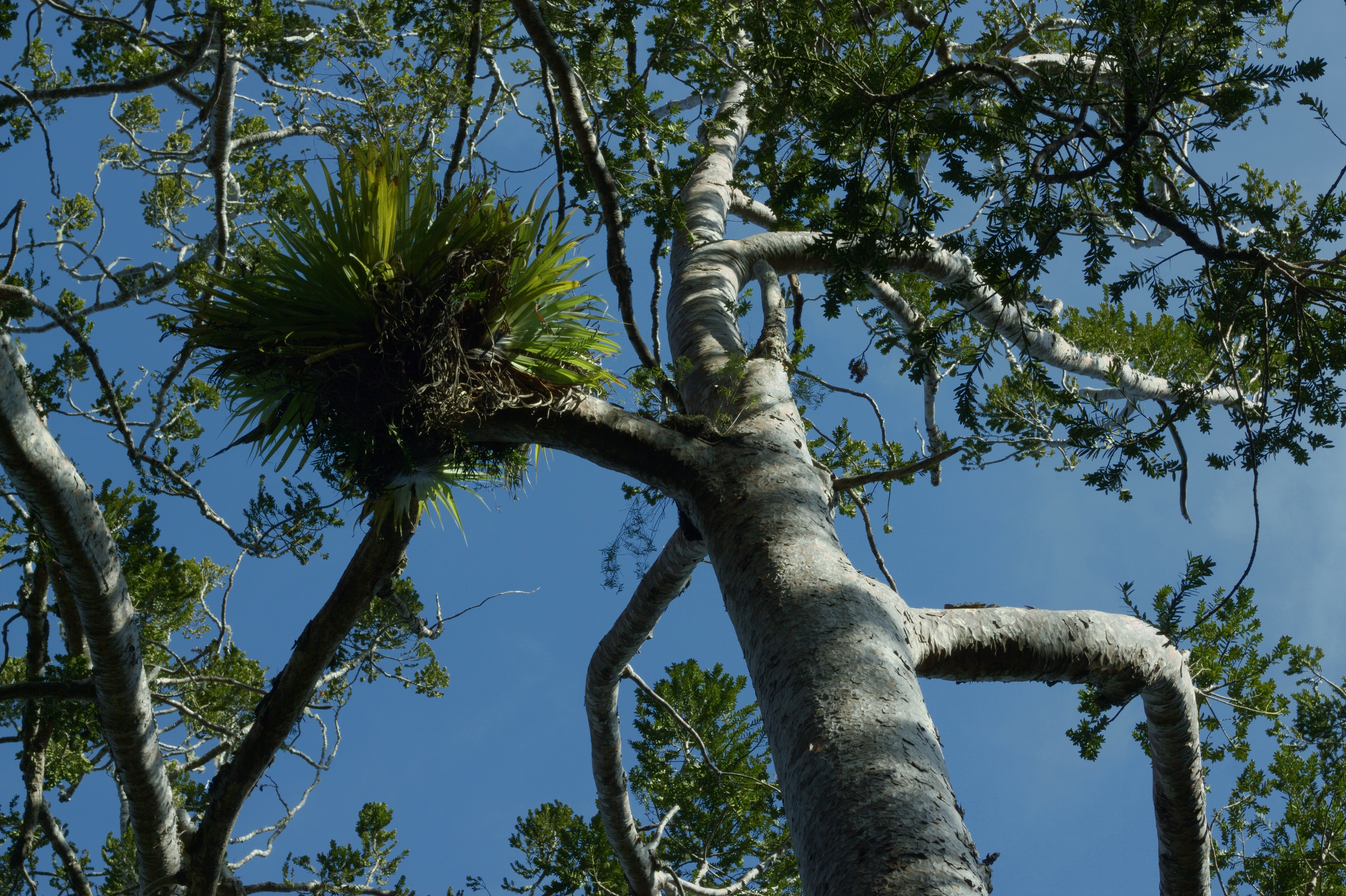